# Одесса-Главная
Одесса-Главная — железнодорожная станция Одесской железной дороги, вокзал станции — главный железнодорожный вокзал города Одессы.

## История станции

### История вокзала станции
Первый вокзал был построен в 1884 году, существующее здание построено в 1952 году. Расположен на Привокзальной площади между Куликовым Полем и Привозом.
Первое здание представляло собой строение в виде буквы «П», обращённое короткой частью с главным входом на Привокзальную площадь по оси улицы Пушкинской. Так, вход со стороны Пушкинской (или же Привокзальной площади) был предназначен для представителей I и II класса, а для III класса вход был со стороны Сенной (Старосенной) площади. Поезда входили между длинными флигелями, где были расположены платформы и упирались в короткий флигель. Такой вокзал, тупикового типа, получился потому, что в Одессе железнодорожные линии действительно оканчиваются — дальше море.
Здание вокзала разрушено во время Великой Отечественной войны в 1944 году и восстановлено в 1952 году. Проект восстановления вокзала был разработан в институте Киевгипротранс, авторы проекта: архитекторы Л. М. Чуприн и В. В. Березницкий.
В 2006 году проведена реконструкция вокзала.
Одесский железнодорожный вокзал награждён Орденом Ленина.

## Услуги вокзала
Адресно вокзал расположен: 65023 Одесса, Привокзальная площадь, 2.
- Прием и выдача грузобагажа предприятий, организаций и учреждений.
- Продажа билетов в международном сообщении.
- Продажа билетов на все пассажирские поезда.
- Прием и выдача багажа.
- Производство таможенных операций с багажом и грузобагажом в международном сообщении.

В здании вокзала работают 32 кассы, залы ожидания и сервисный центр.

## Дальнее сообщение
По состоянию на 2015 год вокзал отправляет и принимает следующие поезда:
| № поезда           | Маршрут движения                | № поезда           | Маршрут движения                |
| ------------------ | ------------------------------- | ------------------ | ------------------------------- |
| 23 «Одесса»        | Москва — Одесса                 | 24 «Одесса»        | Одесса — Москва                 |
| 25 «Карпаты»       | Львов — Одесса                  | 26 «Карпаты»       | Одесса — Львов                  |
| 59 «Чайка»         | Харьков — Одесса                | 60 «Чайка»         | Одесса — Харьков                |
| 63 «Скифия»        | Днепр — Одесса                  | 64 «Скифия»        | Одесса — Днепр                  |
| 83 «Голубые Озёра» | Ковель — Одесса                 | 84 «Голубые Озёра» | Одесса — Ковель                 |
| 91                 | Константиновка — Одесса         | 92                 | Одесса — Константиновка         |
| 93                 | Минск — Одесса                  | 94                 | Одесса — Минск                  |
| 105 «Черноморец»   | Киев — Одесса                   | 106 «Черноморец»   | Одесса — Киев                   |
| 107 «Хаджибей»     | Ужгород — Одесса                | 108 «Хаджибей»     | Одесса — Ужгород                |
| 111                | Умань — Одесса                  | 112                | Одесса — Умань                  |
| 131/132            | Хмельницкий — Херсон            | 131/132            | Херсон — Хмельницкий            |
| 135                | Черновцы — Одесса               | 136                | Одесса — Черновцы               |
| 137                | Черкассы — Одесса               | 138                | Одесса — Черкассы               |
| 147                | Киев — Одесса                   | 148                | Одесса — Киев                   |
| 227*               | Львов — Одесса                  | 228*               | Одесса — Львов                  |
| 237*               | Львов — Одесса                  | 238*               | Одесса — Львов                  |
| 247*               | Львов — Одесса                  | 248*               | Одесса — Львов                  |
| 251*               | Днепр — Одесса                  | 252*               | Одесса — Днепр                  |
| 253*               | Днепр — Одесса                  | 254*               | Одесса — Днепр                  |
| 257*               | Львов — Одесса                  | 258*               | Одесса — Львов                  |
| 271*               | Харьков — Одесса                | 272*               | Одесса — Харьков                |
| 277*               | Львов — Одесса                  | 278*               | Одесса — Львов                  |
| 287*               | Киев — Одесса                   | 288*               | Одесса — Киев                   |
| 309                | Херсон — Одесса                 | 310                | Одесса — Херсон                 |
| 317 «Таврия»       | Кривой Рог — Запорожье — Одесса | 318 «Таврия»       | Одесса — Запорожье — Кривой Рог |
| 471*               | Харьков — Одесса                | 472*               | Одесса — Харьков                |
| 591                | Лиман — Одесса                  | 592                | Одесса — Лиман                  |
| 641                | Кишинёв — Одесса                | 642                | Одесса — Кишинёв                |
| 685                | Измаил — Одесса                 | 686                | Одесса — Измаил                 |
| 761 «Інтерсіті+»   | Киев — Одесса                   | 762 «Інтерсіті+»   | Одесса — Киев                   |
| 763 «Інтерсіті+»   | Дарница — Одесса                | 764 «Інтерсіті+»   | Одесса — Дарница                |

Звёздочкой отмечены поезда, курсирующие только в летний период.

## Пригородное сообщение
Электропоездами пригородного сообщения обслуживаются три направления, берущие своё начало на станции Одесса-Главная: Одесса-Главная — Одесса-Застава-1 — Раздельная-1 — Мигаево — Подольск-Жмеринский (с ответвлением на станцию Балта) — Вапнярка; Одесса-Главная — Одесса-Застава-1 — Одесса-Западная — Бугаз — Белгород-Днестровский (часть поездов не имеет захода на станцию Одесса-Застава-1 и после о.п. Одесса-Поездная следует на съезд в сторону станции Одесса-Западная через о.п. Житомирская); Одесса-Главная — Одесса-Застава-2 — Одесса-Сортировочная — Одесса-Восточная — Рауховка-1 — Колосовка — Вознесенск — Помошная.
В графике 2020 года курсируют следующие пригородные поезда, обслуживаемые электропоездами РПЧ-9 Одесса-Застава-1:
| № поезда | Маршрут движения нечётный                                                           | № поезда | Маршрут движения чётный                                                             |
| -------- | ----------------------------------------------------------------------------------- | -------- | ----------------------------------------------------------------------------------- |
| 6251     | Вапнярка (00:53) — Одесса-Главная (06:27)                                           | 6252     | Одесса-Главная (05:51) — Вапнярка (12:01)                                           |
| 6411     | Помошная (01:17) — Одесса-Главная (07:06)                                           | 6402     | Одесса-Главная (06:29) — Колосовка (09:40)                                          |
| 6201     | Раздельная-1 (05:40) — Одесса-Главная (07:21)                                       | 7602     | Одесса-Главная (07:22) — Одесса-Застава-1 (07:40)                                   |
| 6401     | Колосовка (04:20) — Одесса-Главная (07:31)                                          | 6404     | Одесса-Главная (08:21) — Колосовка (11:41)                                          |
| 6341     | Белгород-Днестровский (05:14) — Одесса-Главная (07:40) (через ст. Одесса-Застава-1) | 6272     | Одесса-Главная (08:30) — Балта (12:52)                                              |
| 6203     | Мигаево (05:46) — Одесса-Главная (07:50)                                            | 6304     | Одесса-Главная (08:39) — Белгород-Днестровский (11:05) (через ст. Одесса-Застава-1) |
| 6253     | Вапнярка (02:24) — Одесса-Главная (08:30)                                           | 6412     | Одесса-Главная (10:33) — Помошная (17:25)                                           |
| 6403     | Колосовка (05:30) — Одесса-Главная (08:57)                                          | 6254     | Одесса-Главная (11:12) — Вапнярка (17:31)                                           |
| 6413     | Помошная (05:40) — Одесса-Главная (12:28)                                           | 6256     | Одесса-Главная (13:54) — Вапнярка (19:42)                                           |
| 6255     | Вапнярка (07:23) — Одесса-Главная (13:32)                                           | 6308     | Одесса-Главная (14:03) — Белгород-Днестровский (16:34) (через о.п. Житомирская)     |
| 6345     | Белгород-Днестровский (13:45) — Одесса-Главная (16:10) (через о.п. Житомирская)     | 6414     | Одесса-Главная (14:46) — Помошная (20:44)                                           |
| 6405     | Колосовка (13:40) — Одесса-Главная (16:58)                                          | 6202     | Одесса-Главная (16:10) — Раздельная-1 (17:40)                                       |
| 7601     | Одесса-Застава-1 (16:50) — Одесса-Главная (17:11)                                   | 6406     | Одесса-Главная (17:19) — Колосовка (20:28)                                          |
| 6271     | Балта (13:45) — Одесса-Главная (18:27)                                              | 6258     | Одесса-Главная (17:31) — Вапнярка (23:54)                                           |
| 6347     | Белгород-Днестровский (16:54) — Одесса-Главная (19:21) (через ст. Одесса-Застава-1) | 6310     | Одесса-Главная (17:43) — Белгород-Днестровский (20:22) (через ст. Одесса-Застава-1) |
| 6407     | Колосовка (16:14) — Одесса-Главная (19:30)                                          | 6204     | Одесса-Главная (19:31) — Раздельная-1 (21:05)                                       |
| 6205     | Раздельная-1 (18:00) — Одесса-Главная (19:40)                                       | 6408     | Одесса-Главная (20:20) — Колосовка (23:29)                                          |
| 7603     | Одесса-Застава-1 (19:41) — Одесса-Главная (19:59)                                   | 6206     | Одесса-Главная (20:43) — Мигаево (22:33)                                            |
| 6333     | Знаменка-Пассажирская (13:15) — Одесса-Главная (22:45)                              |          |                                                                                     |
| 6257     | Вапнярка (16:44) — Одесса-Главная (23:02)                                           |          |                                                                                     |

Курсирующий прямой электропоезд № 6333 сообщением Знаменка-Пассажирская — Кропивницкий — Помошная — Вознесенск — Колосовка — Одесса-Главная — это единственный пригородный поезд, на котором без пересадок можно добраться из города Знаменка Кировоградской области через Кропивницкий до Одессы. Связано это с необходимостью загонки электропоездов приписки РПЧ-9 Одесса-Застава-1 Одесской ЖД, эксплуатируемых на Знаменском отделении, в депо приписки для проведения ТО. К сожалению, в обратном направлении прямого пригородного электропоезда нет, так как после проведения ТО на Знаменское отделение электропоезд выдаётся из депо приписки поздно ночью в 02:24, перегоняется по соединительной ветке со станции Одесса-Застава-1 на станцию Одесса-Застава-2 и следует засылкой до станции Колосовка, откуда уже пригородным поездом № 6332 в 04:42 отправляется до станции Знаменка-Пассажирская. Даже с пересадками добраться из Одессы до Знаменки пригородными электропоездами возможности нет, ибо стыковки пригородных электропоездов сообщением Одесса-Главная — Колосовка — Помошная и Колосовка — Помошная — Кропивницкий — Знаменка-Пассажирская не предусмотрены.
В отличие от Знаменского направления, на Жмеринском направлении по станции Вапнярка предусмотрены дневные стыковки пригородного электропоезда № 6252 сообщением Одесса-Главная — Вапнярка с пригородным электропоездом № 6314 сообщением Вапнярка — Жмеринка-Пассажирская и в обратном направлении пригородного электропоезда № 6315 сообщением Жмеринка-Пассажирская — Вапнярка с пригородным электропоездом № 6257 сообщением Вапнярка — Одесса-Главная.
| - Общий вид станции - Пути к станции - Фасад - Поезд Киев-Одесса InterCity |